# Khon

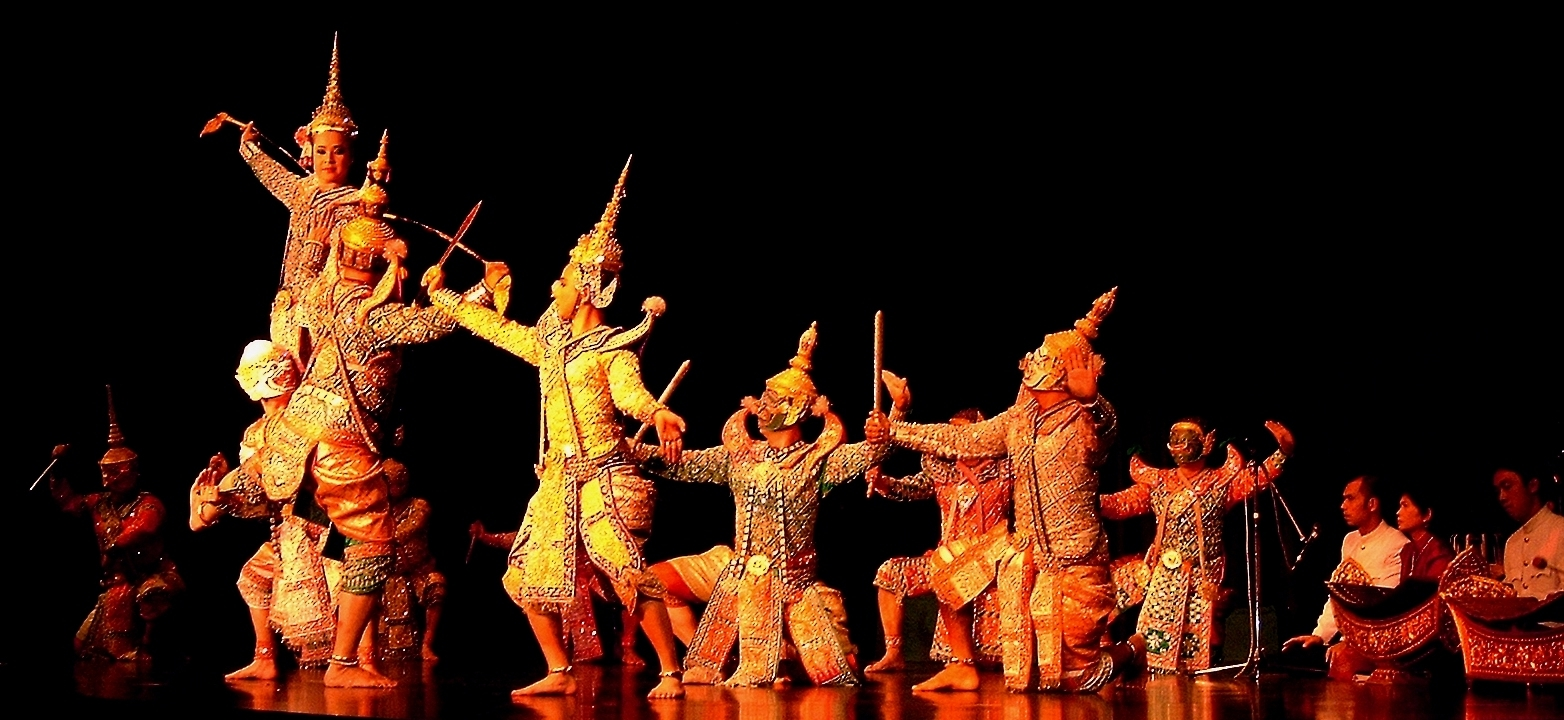
Przedstawienie khon

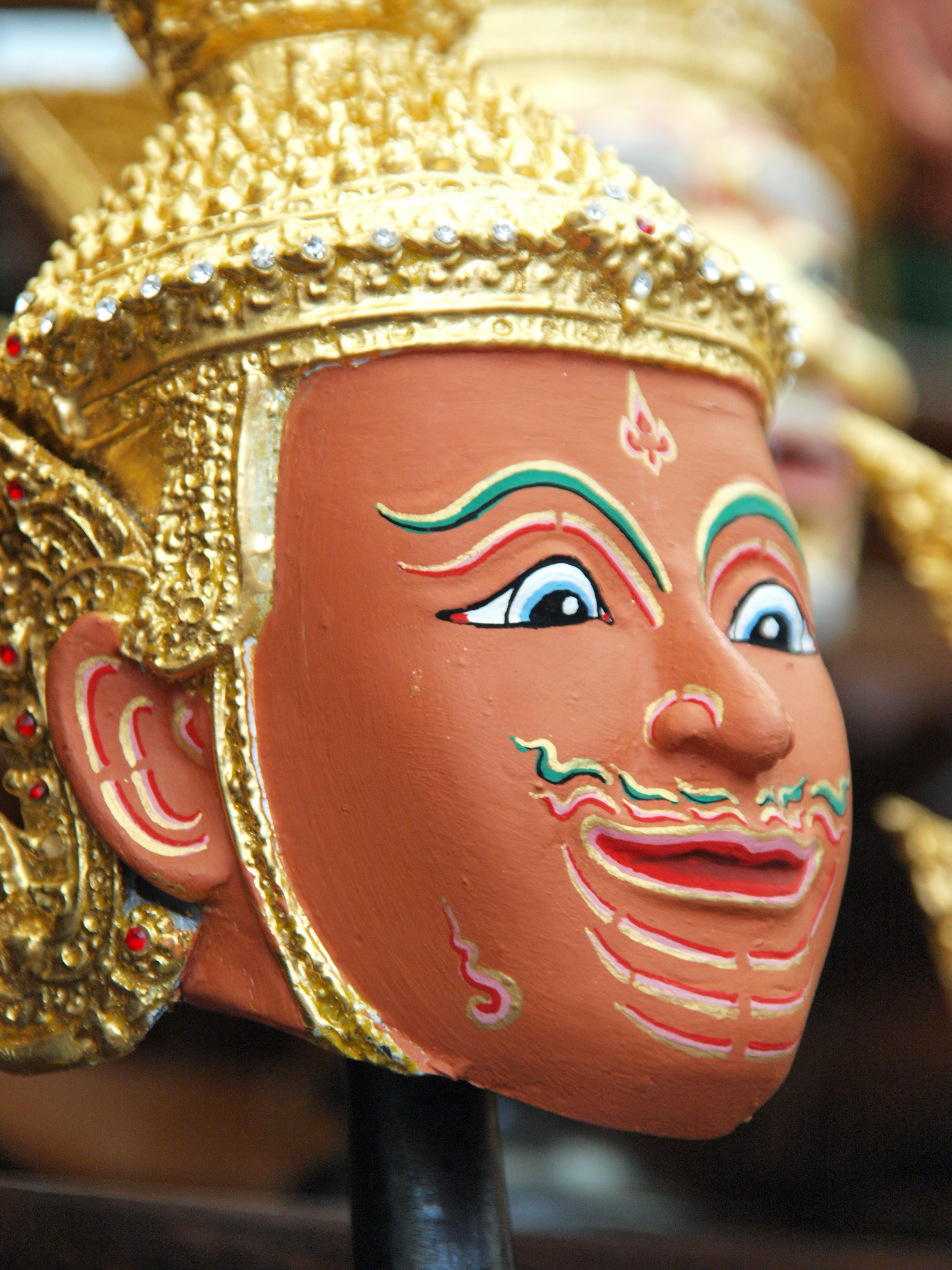
Maska khon

Khon (taj. โขน) – jedna z odmian tradycyjnego tajskiego dramatu dworskiego, opartego na motywach eposu Ramakien. Zgodnie z tradycją aktorami-tancerzami khon mogą być wyłącznie mężczyźni. Cechą charakterystyczną tej formy dramatycznej są maski, określające typ postaci oraz niezwykle bogate stroje.